# Macrobathra
Macrobathra là một chi bướm đêm thuộc họ Cosmopterigidae.

## Các loài
- Macrobathra chrysotoxa Meyrick, 1886
- Macrobathra desmotoma Meyrick, 1886
- Macrobathra heminephela Meyrick, 1886

## Hình ảnh

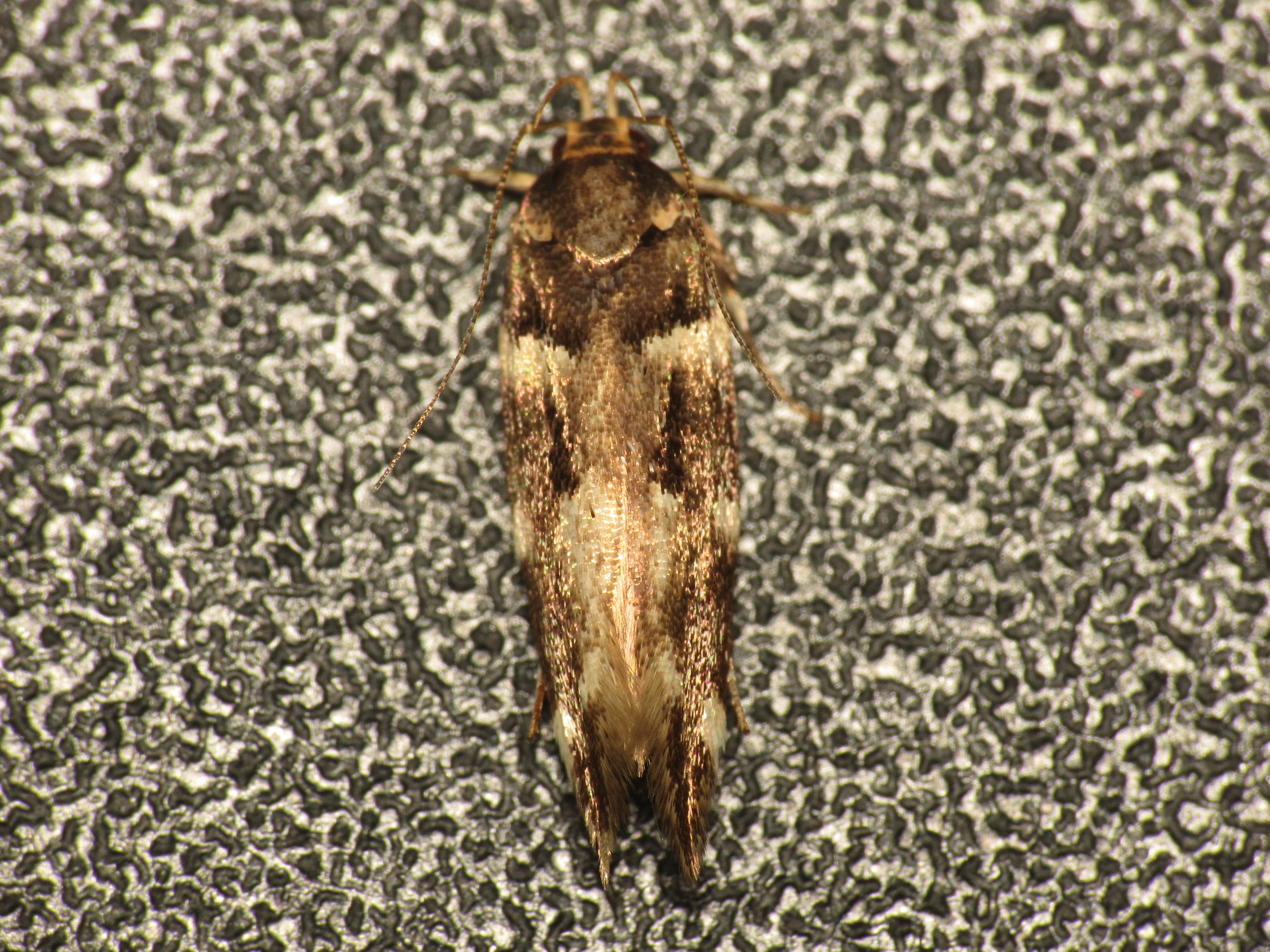
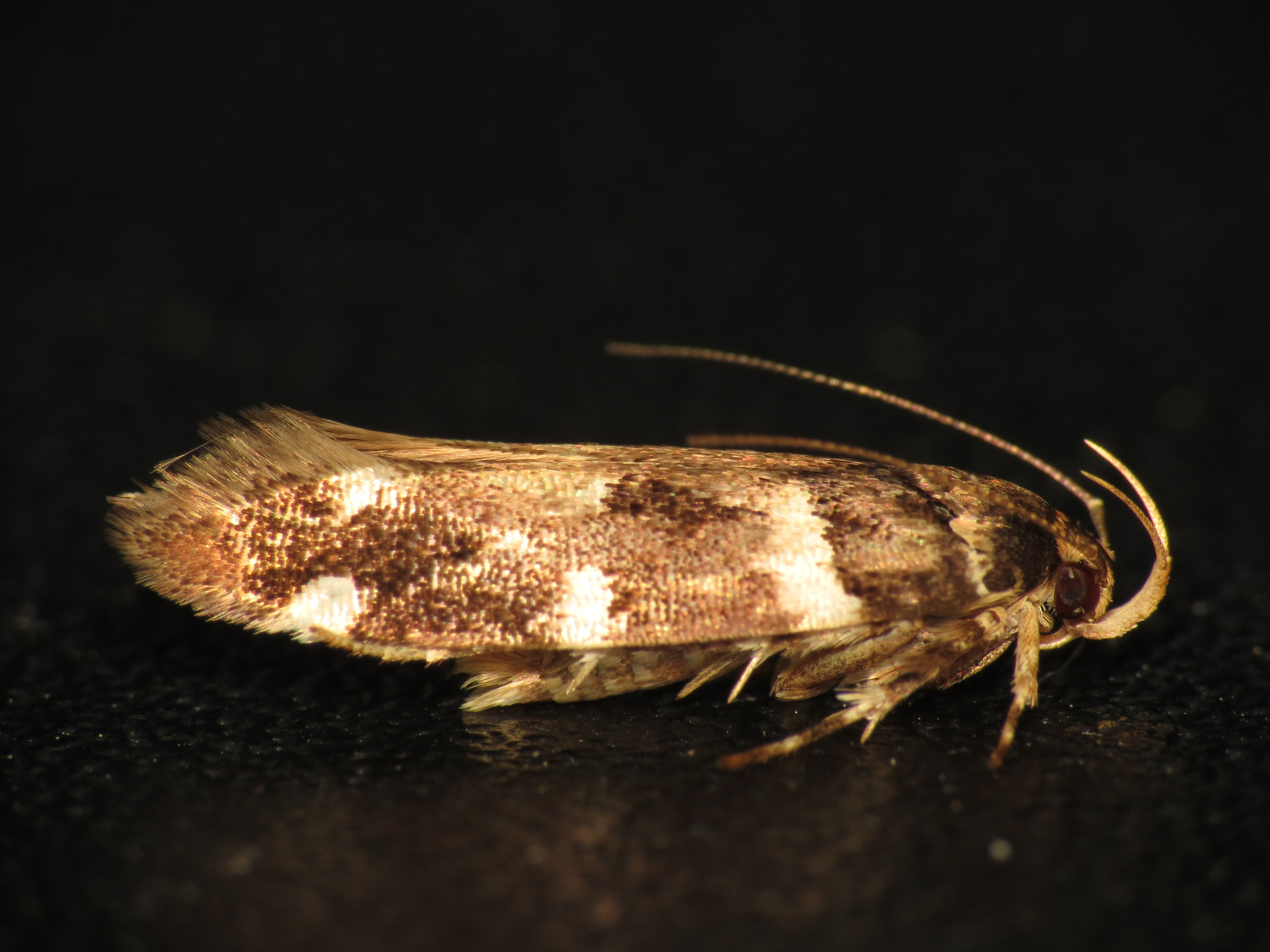